# Mortonův rozklad

První čtyři iterace Mortonova rozkladu

Mortonův rozklad dvourozměrné matice 8×8

Mortonův rozklad (též Mortonova Z-křivka, Morton scan order, Z-order curve) je prostor vyplňující křivka, která udává lineární pořadí průchodu vícerozměrným prostorem. Jinými slovy mapuje vícerozměrný prostor do jednorozměrného. Poprvé ji v roce 1966 představil zaměstnanec kanadské IBM Guy M. Morton.

## Užití
Své užití má například při indexování vícerozměrných dat (pak je možné použít algoritmy pro indexování dat jednorozměrných) nebo při implementaci průchodu stromem koeficientů vzniklých vlnkovou transformací (viz algoritmus SPIHT). Algoritmy výpočtu této křivky využívají jejího rekurzivního charakteru.

## Vlastnosti
Graf Mortonova rozkladu:
- je křivka vyplňující prostor
- vyplňuje 2D prostor beze zbytku (na rozdíl např. od dračí smyčky)
- pro x, y ∈ N+ vyplňuje postupně I. kvadrant
- nikde se neprotíná
- do každé liché hrany směřuje křivka „doprava“ (o jednotku délky v kladném směru osy x)
- po každé 4n. hraně křivka vyplní čtverec o straně n (dokončí n. iteraci) a přesouvá na první pozici čtyřnásobně velkého čtverce, o vektor (1; n)
- po každé 2n+1. hraně křivka dokončí vyplňování čtverce o straně (n div 4) a přesouvá na první pozici stejně velkého čtverce, o vektor (-n div 4; -1). (div = dělení beze zbytku)
- to, že výše zmíněné vektory rostou spolu s n, se v grafu jeví hranami neustále se přibližujícími vertikále nebo horizontále a dá se to považovat za prvek ne tolik lahodící oku, kterými většina prostor-vyplňujících křivek netrpí, neboť ty se posunují o jednotkovou délku.

## Rekurzivní výpočet
V programovacím jazyku C:
```
void
 
ezw_xy
(
int
 
level
,
 
int
 
x
,
 
int
 
y
,
 
int
 
n
)

{

	
if
 
(
0
 
==
 
level
)
 
{

		
echo
(
0
,
 
0
,
 
n
);

		
return
;

	
}

	
if
 
(
level
 
>
 
1
)
 
{

		
ezw_xy
(
level
‐
1
,
 
2
*
(
x
 
),
 
2
*
(
y
 
),
 
n
);

		
ezw_xy
(
level
‐
1
,
 
2
*
(
x
+
1
),
 
2
*
(
y
 
),
 
n
);

		
ezw_xy
(
level
‐
1
,
 
2
*
(
x
 
),
 
2
*
(
y
+
1
),
 
n
);

		
ezw_xy
(
level
‐
1
,
 
2
*
(
x
+
1
),
 
2
*
(
y
+
1
),
 
n
);

		
return
;

	
}

	
echo
(
x
 
,
 
y
 
,
 
n
);

	
echo
(
x
+
1
,
 
y
 
,
 
n
);

	
echo
(
x
 
,
 
y
+
1
,
 
n
);

	
echo
(
x
+
1
,
 
y
+
1
,
 
n
);

}

void
 
ezw
(
int
 
level
)

{

	
ezw_xy
(
level
,
 
0
,
 
0
,
 
1
<<
level
);

}

// pro matici 8×8

ezw
(
log2
(
8
));

```

## Výpočet bez rekurze
Ve skriptovacím jazyku PHP (nakreslí Mortonovu křivku pro prvních 1024 pozic).
```
header
(
"Content-type: image/png"
);

define
(
'STEP'
,
20
);

$image
=
imagecreatetruecolor
(
640
,
640
);

for
(
$j
=
$x
=
$y
=
0
;
$j
<
1024
;
$j
++
){

	
$oldx
=
$x
;
 
$oldy
=
$y
;

	
for
(
$x
=
$y
=
$level
=
$i
=
0
,
$n
=
$j
;
$n
;
$i
++
,
$n
>>=
2
){

		
$x
+=
(
$n
&
1
)
<<
$level
;

		
$y
+=
(
$n
&
2
?
1
:
0
)
<<
$level
;

		
if
(
!
((
$i
>>
1
)
&
((
$i
>>
1
)
-
1
)))

			
$level
++
;

	
}

	
imageline
(
$image
,
STEP
/
2
+
$oldx
*
STEP
,
 
STEP
/
2
+
$oldy
*
STEP
,

			
STEP
/
2
+
$x
*
STEP
,
 
STEP
/
2
+
$y
*
STEP
,
 
imagecolorallocate
(
$image
,
255
,
0
,
0
));

}

imagepng
(
$image
);

```